# Burtscheid (Hunsrück)
Pour la ville, voir Burtscheid.
Burtscheid est une municipalité allemande située dans le land de Rhénanie-Palatinat et l'arrondissement de Bernkastel-Wittlich.